# Chenal d'étiage
Pour un article plus général, voir chenal.
Un chenal d'étiage est le chenal d'un cours d'eau qui reste en eau toute l'année, y compris durant les étiages,, lorsque le débit du cours d'eau atteint son minimum. Le chenal d'étiage est compris dans le lit mineur du cours d'eau.